# Kovačević

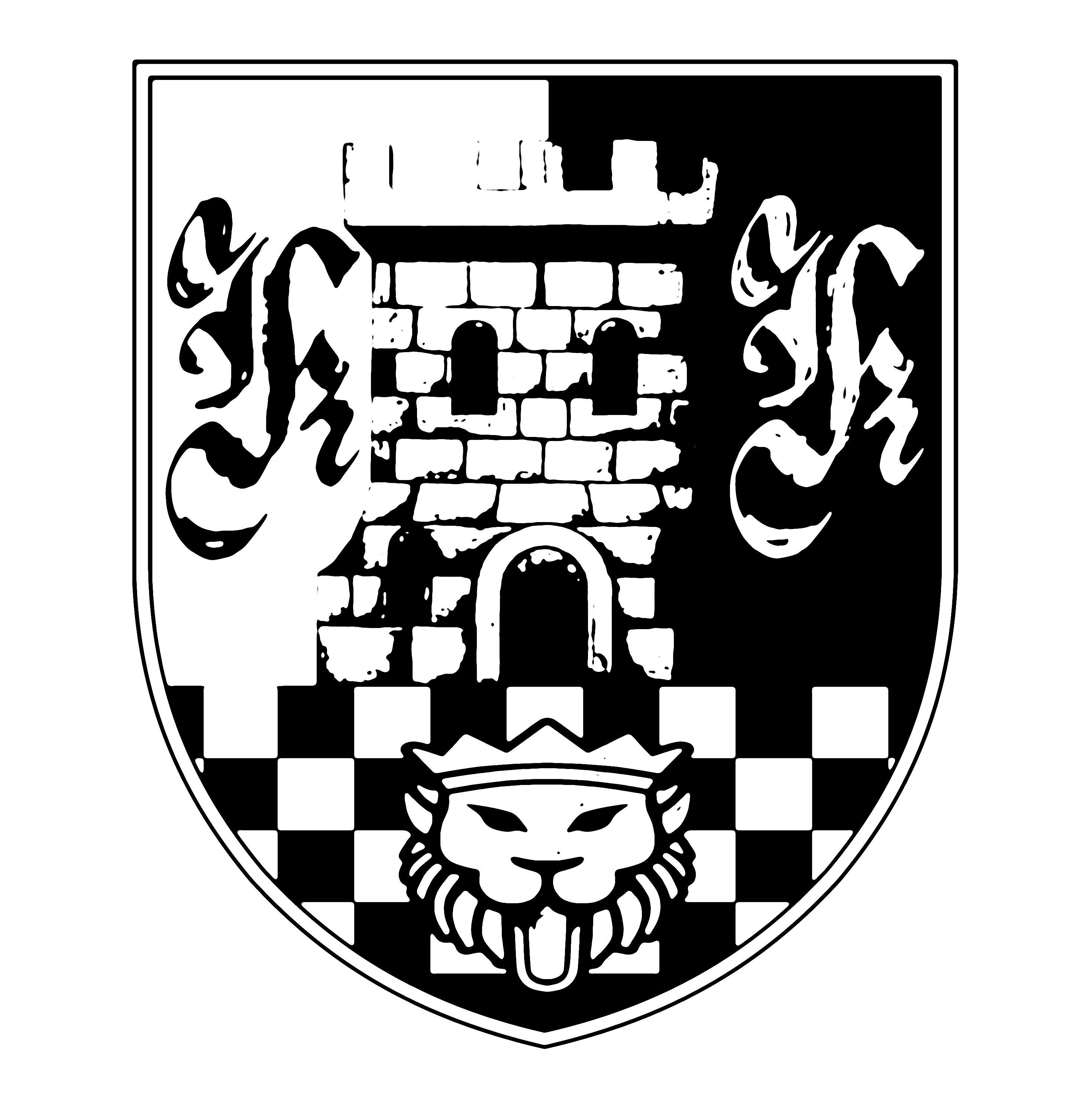
Escudo de armas de la familia Kovačević-Kesser encontrado en la zona de Dalmacia, Croacia.

Kovačević es un apellido sudeslavo derivado de Kovač, que significa "herrero". Es  originario  de Croacia.